# Супрун (посёлок)
Супрун — посёлок в Сальском районе Ростовской области.
Входит в состав Юловского сельского поселения.

## Название
Посёлок назван по фамилии бывшего коннозаводчика Сальской степи Супрунова.

## География
Посёлок расположен на реке Малый Егорлык в 11 км к западу от посёлка Юловский.

### Уличная сеть
- ул. Береговая,
- ул. Восточная,
- ул. Ленина,
- ул. Промышленная,
- ул. Степная,
- ул. Центральная,
- пер. Школьный.

## История
В 1953—1954 годах организовано отделение № 5 конезавода им. С. М. Буденного. С 1967 года — посёлок Супрун. В том же году на его базе было организовано отделение № 1 совхоза «Южный». Основное направление сельскохозяйственных работ — это выращивание зерновых и разведение животноводства. За отделением было закреплено 6 животноводческих точек, где занимались выращиванием овец «советский меринос». В 1982 году на база отделения был организован совхоз «Победа». В 1983 году началось интенсивное строительство посёлка Супрун: были сданы в эксплуатацию здания социальной сферы: детское дошкольное учреждение «Золушка», библиотека, магазины, заселились в новые благоустроенные уютные дома рабочие поселка.

## Население
| 2010 |
| ---- |
| 601  |